# FK Dinamo Kijev
Dinamo Kijev (ukrajinski: ФК Динамо Київ, ruski: Динамо Киев) ukrajinski je nogometni klub iz glavnog grada, Kijeva. Igraju na stadionu Olimpijskim.

## Povijest
Klub je osnovan 1927. godine kao amaterski klub, dio poznatog sovjetskog sportskog društva Dinamo. Za vrijeme starog SSSR-a klub je bio veliki rival s onima iz Moskve. Zbog uspješnih rezultata u međusobnim susretima s Moskovljanima postao je dio ukrajinskog nacionalnog ponosa i najpopularniji klub države. Klub je čak, iako neslužbeno, prozvan ukrajinskom nacionalnom momčadi i zadobio je veliku pozornost izvan bivšeg Sovjetskog Saveza.
Po raspadu SSSR-a klub je prerastao u najjaču momčad ukrajinske lige. Dominirali su ligom dok Ahmetov nije preuzeo Šahtar iz Donjecka. 2002. i 2005. završili su kao drugi u ligi. 

Od 1993. vlasnik kluba je Hrihorij Surkis, bogati i nadasve moćni ukrajinski biznismen. Jedan je od najmoćnijih ljudi istočne Europe, s velikim interesima u naftnoj kompaniji, te navodno i kriminalu. Ukrajinska vlada bila je optužena za postavljanje preniske cijene za kupnju kluba što je trebalo biti namješteno Surkisu. Vlasnik kluba u dobrim je odnosima s bivšim predsjednikom Leonidom Kučmom, te su i igrači kluba, kao legendarni Andrij Ševčenko, korišteni za pridobivanje glasova prilikom izbora. 
Klub je dosad nastupao na svim prvenstvima SSSR-a i Ukrajine, te i jedno i drugo natjecanje osvojio više puta nego ostale momčadi. 70-ih i 80-ih godina 20. stoljeća reprezentacija SSSR-a bila je sastavljena većinom od igrača Dinama. 1975. osvojili su Kup pobjednika kupova i europski superkup (porazivši veliki Bayern München). 1986. opet su osvojili Kup pobjednika kupova. 1999. nastupili su u polufinalu Lige prvaka gdje ih je odveo već sad legendarni Ševčenko.
Zbog ruske invazije na Ukrajinu 2022. došlo je do prekida sezone 2021./22. Ukrajinske Premier liga. Dinamo Kijev je u travnju 2022. u sklopu humanitarne turneju po Europi odigrao utakmice s Legijom Varšavom, Galatasarayem, Clujem, Borussijom Dortmund, Dinamom Zagreb, Baselom i Florom Talinn. Utakmica između zagrebačkog i kijevskog Dinama odigrana je na Maksimiru 28. travnja 2022. Konačni rezultat bio je 2:2 te je prikupljeno 263.000 kuna.

## Podmićivanje suca
1995. nakon što je klub pobijedio danski AaB Aalborg, te ušao u Ligu prvaka igrao je prvu utakmicu s Panathinaikosom. Nakon utakmice je španjolski sudac Antonio López Nieto tvrdio da su mu prije utakmice čelnici kijevskog kluba nudili novac i 2 krznena kaputa za pristrano suđenje. Klub je odmah izbačen, a Aalborg je došao na njegovo mjesto. Čelnici kluba tvrdili su da je sam sudac htio kupiti te kapute, no nije ih mogao platiti.

## Protiv vojske
U povijesti kluba pamti se i strijeljanje momčadi kluba u ljeto 1942. zbog pobjede nad All-Star timom njemačke vojske. 
Nakon što su nacisti okupirali Ukrajinu, momčad Dinama zaposlila se u gradskoj pekari, te su počeli rekreativno igrati nogomet gdje god se moglo. Jednom ih je tako primijetila i njemačka vojska, te su ih pozvali na utakmicu u kojoj su igrači trebali nastupiti pod imenom Start. U toj momčadi nastuplao je 8 igrača Dinama (Nikolaj Trusević, Mihajil Putistin, Ivan Kuzmenko, Makar Gončarenko, Fedor Tjučev, Mihajil Sviridovskij, Nikolaj Korotkih i Aleksij Klimenko), te 3 igrača kijevske Lokomotive (Vladimir Balakin, Vasilij Sukharev i Mihajil Melnik).
Tokom ljetnih mjeseci te 1942. godine, Start je igrao utakmice s njemačkim i savezničkim vojnicima. 12. srpnja porazili su Nijemce prvi put. Pet dana kasnije sa 6:0 su dobili još jaču njemačku momčad. 19. srpnja su pobijedili mađarski MSG Wal s 5:1. 26. srpnja igrao se revanš, no, i ovaj put je Start dobio (3:2). 
Činilo se da momčad slabi pa su 6. kolovoza Nijemci poslali svoju nepobijedivu Flakelf momčad. Novine, iako su naširoko najavljivale ovu veliku utakmicu, nisu pisali o porazu njemačkog tima s 1:5. Tri dana kasnije opet igraju i opet s istim pobjednikom. Nakon pobjede nad Ruhom 16. kolovoza igrači su uhićeni, mučeni, i zatvoreni u obližnjem kampu u Siretzu. Nikolaj Korotkih je umro pri tom mučenju. Veljače 1943. pri napadu partizana trojica igrač su ubijena. Pobjeći su uspjeli Gončarenko, Sviridovskij i Tjučev, te su se kasnije spasili.

## Stadion
Dinamo svoje utakmice igra na Lobanovski Dinamo Stadiionu, dok se one koje privlače veći broj gledatelja održavaju na Republikanskom Stadionu kao dijelu državnog olimpijskog kompleksa u Kijevu. Također postoji moderan trening centar u predgrađu glavnog grada Koncha-Zaspa. 

U sklopu kluba je (također u Kijevu) omladinska škola i juniorske momčadi Dinamo-2 Kijev, te Dinamo-3 Kijev.

## Klupski uspjesi

### Domaći uspjesi
- Ukrajinska Premier liga (17): 1993., 1994., 1995., 1996., 1997., 1998., 1999., 2000., 2001., 2003., 2004., 2007., 2009., 2015., 2016., 2021., 2025.

- Ukrajinski nogometni kup (13): 1993., 1996., 1998., 1999., 2000., 2003., 2005., 2006., 2007., 2014., 2015., 2020., 2021.

- Ukrajinski nogometni superkup (9): 2004., 2006., 2007., 2009., 2011., 2016., 2018., 2019., 2020.

- Sovjetsko prvenstvo (13): 1961., 1966., 1967., 1968., 1971., 1974., 1975., 1977., 1980., 1981., 1985., 1986., 1990.

- Sovjetski nogometni kup (9): 1954., 1964., 1966., 1974., 1978., 1982., 1985., 1987., 1990.

- Sovjetski nogometni superkup (3): 1980., 1985., 1986.

### Europski uspjesi
- Kup pobjednika kupova (2): 1974./75., 1985./86.

- Europski superkup (1): 1975.

## Vanjske poveznice
- Službena web-stranica
- Kanal na Youtubeu